# طرق جيني
يشير مصطلح الطرق الجيني في الاستنساخ الجزيئي وعلم الأحياء إلى طريقة من طرق الهندسة الوراثية تتضمن إيلاج سلسلة شيفرة بروتينية من دنا متمم في موقع بروتيني معين من كروموسوم الكائن الحي. ويتم تطبيق هذه التقنية، نموذجياً، في الفئران كون العملية أكثر تكريراً، بالإضافة إلى أنّه يسهل التلاعب بالخلايا الجذعية الجنينية للفئران. 

يكمن الفرق بين تقنية الطرق الجيني والتحويل الجيني في أنّ عملية الطرق تتضمن إيلاج جين في موقع كروموسومي معين بحيث أنّ هذا الإيلاج يكون هادفاً.

إنّ خلق نماذج لأمراض يُعد استخدام شائع لتقنية الطرق الجيني. وهي عملية قد يقوم من خلالها الباحثون بدراسة وظيفة آليات التنظيم (على سبيل المثال : المحفزات التي تتحكم بالتعبير الجيني للجين الطبيعي المستبدل. ويتم تحقيق ذلك من خلال مراقبة الطراز المظهري للكائن موضع الاهتمام.

## وصلات خارجية
- طرق، تقنيات، مراسم جينية